# Villar de la Encina
Villar de la Encina község Spanyolországban, Cuenca tartományban.  Lakosainak száma 149 fő (2024).

## Népesség
A település népessége az utóbbi években az alábbiak szerint változott:
| Lakosok száma | 231  | 220  | 192  | 179  | 187  | 156  | 164  | 154  | 147  | 149  |
|               | 2001 | 2004 | 2006 | 2009 | 2011 | 2014 | 2016 | 2019 | 2021 | 2024 |